# National Heritage List for England
National Heritage List for England (NHLE) — Национальный реестр культурного наследия Англии — официальная база данных об охраняемых объектах культурного наследия. Доступ к ней в сети «Интернет» открыт в 2011 году, включает данные о зданиях, археологических памятниках и местах расположения охраняемого движимого имущества, парках и садах, местах кораблекрушений, и полях сражений, хотя правовой статус каждого из этих типов наследия и различен. Реестр ведётся комиссией по историческим зданниям и памятникам при правительстве Англии. Также в реестр попадают объекты всемирного наследия; а охраняемые природные территории в него не включаются, поскольку это предмет заботы местных органов власти.
Реестр восходит к акту парламента о древних памятниках (1882), который определил первые 50 доисторических памятников, охраняемых государством. Воспоследовавшие поправки увеличили как степень защиты объектов, так и их перечень. С 1948 года согласно акту о планировании городов и сельской местности начали определять охраняемые здания и предмет охраны в них. В реестре на 2018 год содержится более 600 000 индивидуальных предметов охраны, и число их растёт.
Каждый объект имеет в реестре уникальный идентификатор «код NHLE», по которому к нему можно обратиться, например, 1285296 — Douglas House — здание категории II*, расположенное в лондонском боро Ричмонд-на-Темзе.